# Språknämnd
Språknämnd eller språkråd är en benämning för språkvårdande myndigheter. Dessa har även till uppgift att följa språkets utveckling.
Språknämnden består vanligen av representanter för organisationer och offentliga institutioner med intresse och betydelse för språkbruket. För nämndens utåtriktade verksamhet brukar finnas ett sekretariat med anställda språkvårdare och språkforskare som arbetar med att ge ut skrifter och ordböcker, delta i kurser och konferenser och upplysa om lämpligt språkbruk, till exempel genom telefonrådgivning.

## Språknämnder i de nordiska länderna
Språknämnder finns bland annat i Norden. För alla språk i Norden finns en språknämnd som förutom vårdandet av det egna språket har till uppgift att bevara och stärka den nordiska språkgemenskapen. De nordiska språknämnderna, som samarbetar i organisationen Nordens språkråd (föregånget 1978–1996 av Nordisk språksekretariat med säte i Oslo och 1997–2004 av Nordiska språkrådet), är följande:
- Språkrådet i Sverige (som 2006 integrerade det tidigare fristående Sverigefinska språknämnden, bildat 1975[3])
- Finska språkbyrån och Forskningscentralen för de inhemska språken i Finland
- Svenska Språknämnden i Finland, sedan 1976 (med rötter till 1942[4])
- Institutet för de inhemska språken i Finland
- Dansk Sprognævn i Danmark
- Norsk språkråd i Norge
- Íslensk málnefnd i Island
- Føroyska málnevndin på Färöarna
- Oqaasiliortut / Grønlands Sprognævn i Grönland
- Samiska språknämnden (Sámi giellalávdegoddi, knutet till Samerådet[5]), med säte i Kautokeino, Norge

Ett liknande nordiskt samarbete görs av de i alla nordiska länder förekommande fackspråkscentralerna, där svenska Tekniska Nomenklaturcentralen samarbetar med nordiska kolleger i organisationen Nordterm. Även dessa fackspråkliga organisationer följer språkens utveckling och ger ut ordböcker och ordlistor, men verksamheten är utformad mer som service åt företag, forskare och fackspecialister.[källa behövs]